# Petra Pavliková

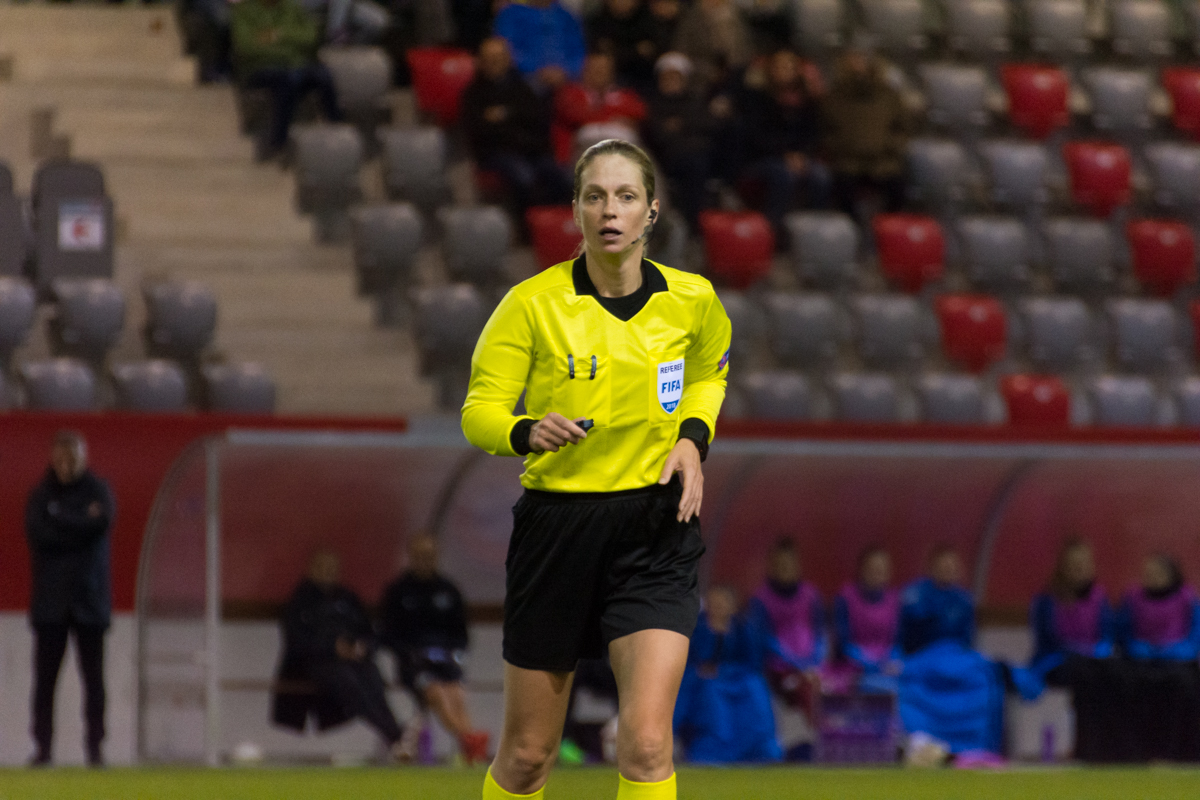
Petra Pavliková (2018)

Petra Pavliková (* 22. Mai 1981 als Petra Chudá) ist eine ehemalige slowakische Fußballschiedsrichterin.
Von 2007 bis 2021 stand Pavliková auf der Liste der FIFA-Schiedsrichter und leitete internationale Fußballpartien, unter anderem in der UEFA Women’s Champions League.
Bei der U-19-Europameisterschaft 2010 in Nordmazedonien und bei der U-19-Europameisterschaft 2013 in Wales leitete Pavliková jeweils zwei Spiele in der Gruppenphase. Bei der U-19-Europameisterschaft 2016 in der Slowakei wurde sie als Vierte Offizielle eingesetzt. Bei der U-19-Europameisterschaft 2017 in Nordirland pfiff Pavliková insgesamt drei Spiele.
Zudem war Pavliková als Schiedsrichterin unter anderem in der EM-Qualifikation für mehrere Europameisterschaften, in der europäischen WM-Qualifikation für vier Weltmeisterschaften (12 Einsätze), beim Zypern-Cup 2018, beim Pinatar Cup 2020 sowie bei diversen Qualifikations- und Freundschaftsspielen im Einsatz.